# Климент (Друмев)
Митрополи́т Кли́мент Ты́рновский (в миру Васи́л Ни́колов Дру́мев; 1841, Шумен — 10 [23] июля 1901, София) — епископ Болгарского экзархата (в период схизмы); видный деятель болгарского национального возрождения, политический деятель Болгарского княжества, писатель.

## Биография
Васил Друмев родился около 1840 года (точная дата неизвестна) в Шумене, в семье мелкого ремесленника Николы Друмева. Его мать Керуша, воспитанная албанцами-христианами, считала себя албанкой. Учился Васил в своём родном городе с 1847 по 1856 год, среди его учителей были деятели болгарского национального возрождения Сава Доброплодный и Сава Филаретов. Учитель Доброплодный способствовал развитию у своих учеников любви к истории, литературе, театру и мотивировал учеников продолжать образование. Под его влиянием, Васил Друмев стал участвовать в театральных постановках в городе, сыграл главную роль во время премьеры комедии Доброплодного «Михал Мишкоед». Играл на флейте в оркестре Михая Шафрана. В 1856—1857 годы Васил Друмев был помощником учителя.
В 1858 году Друмев уехал в Константинополь, где при помощи Драгана Цанкова получил стипендию для обучения в России, после чего поступил в Одесскую духовную семинарию.
Летом того же года познакомился с надзирателем пансиона Георгием Раковским. В Одессе Друмев пишет свои первые стихи «Светливо слънце ся роди…» и «Милно и жално към въсток гледа…», напечатанные в «Цариградском вестнике». В 1860 году написал повесть «Нещастна фамилия» — первую болгарскую оригинальную повесть. Это произведение произвело огромное впечатление на болгарских читателей. Публикует переводы с русского и на болгарский язык.
В 1862 году на время прервал учёбу и отправился в Белград, где вступил в созданную Раковским Первую Болгарскую легию и был секретарём Раковского. Там он познакомился с Василом Левским и Стефаном Караджей, Хаджи Димитром. После провала Легии вернулся в Одессу и продолжил обучение в семинарии. Под влиянием сокрушительных неудач, он поменял национально-романтические взгляды на более умеренные.
В Одессе Васил Друмев пишет свою вторую повесть «Ученик и благодетели» (1864—1865). В 1865 году окончил духовную семинарию и поступил в Киевскую духовную академию, которую окончил в 1869 году.
В 1869 году уехал в Галац (Румыния), а затем в Браилу, где стал директором болгарской школы. Там он 1 октября 1869 года, вместе с Василом Стояновым, Марином Дриновым и другими болгарскими деятелями, основывает Болгарское литературное общество (болг. Българско книжовно дружество) и становится его действительным членом, бухгалтером и заместителем председателя. С 1870 по 1873 год был редактором периодического издания Болгарского литературного общества.
В 1872 году — после долгой церковно-политической борьбы — было провозглашено создание Болгарского экзархата, что не было признано Константинопольским Патриархатом и другими греческим церквами. Новой национальной Болгарской церкви требовались пастыри. В 1873 году Друмев ушёл с поста директора Браильской болгарской школы, чтобы всецело посвятить себя церковному служению.
16 июня 1873 года в селе Башкёй (ныне Николае-Бэлческу, жудец Тулча, Румыния) митрополитом Доростольским и Червенским Григорием Григорием (Немцовым) был пострижен в монашество с именем Климент и рукоположён в сан иеродиакона. 24 июня того же года в монастире «Чилик» митрополитом Григорием рукоположён в сан иеромонаха, а 18 июля 1873 года в Тулче был возведён и в сан архимандрита.
С июля 1873 по апрель 1874 года архимандрит Климент служил протосинкеллом Доростоло-Червенской митрополия.
21 апреля 1874 года в кафедральном храме Святой Троицы в городе Русе поставлен викарным епископом Доростоло-Червенской митрополии Болгарского экзархата с титулом Браницкий.
С 1875 по 1876 год Климент находился в Тулче. Во время Русско-турецкой войны Климент спас город Русе (Рущук) от уничтожения, а болгарское население — от резни. После заключения Сан-Стефанского договора, Климент составил благодарственный адрес императору Александру II. В сентябре 1878 года Климент основал и стал ректором Петропавловской духовной семинарии в Тырновской епархии Болгарского экзархата. Возглавлял семинарию вплоть до мая 1884 года.
Климент активно участвовал в политической жизни Болгарии, выступая за некоторое ограничение избирательных прав и поддерживая русофильский курс в возрождённой Болгарии. В 1878—1879 годы — депутат Учредительного собрания. Он дал учредительному Тырновскому Великому Собранию характеристику трёх кандидатов на Болгарский престол. Был депутатом I Великого Народного собрания 1879 года, I и II созывов Обыкновенного Народного собрания. Участвовал в выработке конституции, причём выражал взгляды, сближавшие его с консерваторами.
После падения первого министерства Бурмова в ноябре 1879 года князь поручил ему составить кабинет. Он обратился к консерваторам (Начевич, Греков, Икономов). Занимал пост премьер-министра Княжества Болгария от Консервативной партии и одновременно министра народного просвещения. Его министерство продержалось до 24 марта 1880 года и уступило место либеральному министерству Цанкова.
С 27 мая 1884 года — митрополит Тырновский, а осенью того же года ему было поручено временное управление Софийской епархией. В своих проповедях владыка решительно осуждал «религиозный индифферентизм» и «модное безверие множества молодых интеллигентов», обличал «интриги католических и протестантских пропагандистов».
C 1885 по 1887 год был председателем Болгарского Красного Креста.
Позже Климент стал сближаться с Цанковым, а в 1886 году вместе с ним принял горячее участие в тех событиях, которые привели к отречению князя Александра I Батенберга. 9 августа 1886 году вечером он вошёл в премьер-министром временного правительства, но 10 августа утром это министерство должно было уступить место другому.
После этого митрополит Климент удаляется в Тырново, где ведёт борьбу против либерального премьер-министра Стефана Стамболова. Когда Стамболов подготовил отмену ст. 38 от Тырновской Конституции, в коей подчёркивалось, что потомки болгарского князя «не могут исповедовать другой веры, кроме православной», — митрополит Климент открыто противустал инициативе премьера, не убоявшись гонений.
14 февраля 1893 года в день рождения князя Фердинанда I (с 1908 года — царя) он произнёс в Тырновском соборе Св. Богородицы проповедь, взяв за основу апостольский текст, приходящийся на тот день («Верою Моисей великъ бывъ…», Евр. 11:24-40). В том вдохновенном слове, одновременно духовно-поучительном и общественном по своему характеру, митрополит Климент восславил Св. Православие, и призвал слушателей свято хранить веру и жить согласно её заповедям и предписаниям. Он сурово осудил врагов Православной веры, подчеркнув что «все кто посягант у нас на Православие, посягают на самое существование народа» и завершил свою речь словами: «Има Православие у нас, има български народ; няма Православие — няма български народ!» Эта смелая проповедь была объявлена «противонародной», «противодержавной» и нацеленной против личности монарха. Почти сразу после произнесения проповеди, митрополит Климент был атакован группой фанатичных приверженцев Стамболова, а затем насильственно увезён в Гложенский монастырь.
В начале июня 1893 года Климент за эту проповедь был предан суду по обвинению в оскорблении князя и в призыве к бунту. Полный текст этой речи неизвестен, так как окружной суд, допросив свидетелей обвинения, отказался допросить свидетелей защиты. На суде адвокат Теодор Теодоров произнёс блестящую речь в защиту гонимого Владыки. После процесса в двух инстанциях, проходившего с вопиющими нарушениями, митрополит Климент был приговорён к 3 годам тюремного заключения, но помилован князем. Стамболов, однако, выслал в административном порядке его сначала в Петропавловский монастырь, а затем — снова в Гложенский монастырь, где митрополит Климент провёл 15 месяцев. Питался он, в основном, солёной рыбой, которую ему тайно передавали монахи.
Эти гонения сделали Климента очень популярным; когда после переворота 18 мая 1894 года, низвергшего Стамболова, он приехал в Софию, повсюду по дороге его встречали громадные толпы народа, устраивая ему овации.
Когда летом 1895 года председатель VIII Народного собрания Теодор Теодоров выступил за восстановление дипломатических отношений с Россией, — митрополит Климент возглавил направленную в Санкт-Петербург болгарскую делегацию. В ноябре 1896 года болгаро-русские переговоры увенчались успехом.
В 1894—1898 годы Климент был председателем Болгарского литературного общества.

## Писатель
Все его литературные произведения светского характера написаны до пострижения в монашество и принятия духовного сана. Литературную известность он приобрёл с выходом из печати повести «Несчастная фамилия» (1860 год) и драмы «Иванко, убийца Асеня» (1872 год).
Повесть «Несчастная фамилия», написанная в духе сентиментализма, посвящена горькой участи болгарской семьи, ставшей жертвой мести турецкого бека. Это произведение произвело огромное впечатление на болгарских читателей. Сентиментальная повесть соответствовала вкусам болгарского «третьего сословия».
Драма «Иванко, убийца Асеня» почерпнута из истории средневековой Болгарии XII века. Вельможа при дворе болгарского царя Асеня I, Иванко, убивает Асеня I по наущению «коварного грека» Исака и его дочери. Несмотря на свой исторический сюжет, Васил Друмев вложил в «Иванко» много злободневного. Это произведение тематически гармонировало с национально-освободительным движением (длительная борьба против греческой церковной иерархии за болгарскую церковную независимость, явившаяся значительным этапом на пути к политическому освобождению). «Иванко» стал первым значительным драматическим произведением в болгарской литературе. Критики отметили и недостатки пьесы — недостаточная психологическая мотивировка, внешние эффекты и риторичность.
В архиве Васила Друмева хранятся незавершённые драмы, повести, рассказы, а также воспоминания из жизни студентов в России и т. д.
В дальнейшем и под его пера выходили уже церковные тексты: проповеди, послания, и др.